# Paderborn (Illinois)
Paderborn (Illinois, USA) (kurz: Paderborn, IL) ist ein Census-designated place im St. Clair County im Südwesten des US-amerikanischen Bundesstaates Illinois. Das U.S. Census Bureau hat bei der Volkszählung 2020 eine Einwohnerzahl von 35 ermittelt.
Paderborn, IL ist sehr klein: Eine Kirche und Gemeindesaal bilden zusammen mit einem Gasthaus das Zentrum des Ortes, der nur etwa 10 Häuser hat. Der Ort ist landwirtschaftlich geprägt.

## Geografie
Die Entfernung zum Stadtkern von Waterloo beträgt rund 12 km. St. Louis (im benachbarten Missouri) liegt etwa 37 km, Chicago rund 500 km nördlich. Belleville, die Partnerstadt von Paderborn in Nordrhein-Westfalen, liegt ebenfalls in nördlicher Richtung in einer Entfernung von 19 km. Der Mississippi fließt etwa 35 km westlich von Paderborn und bildet zugleich die Grenze zu Missouri.

## Geschichte
Ab ca. 1800 durchzogen französische Siedler das Land und wurden zum Teil hier auch ansässig. (Daher Ortsnamen wie z. B. „Saint Louis“, „Saint Clair“.) Ab 1830 erfolgte dann ein Ansturm deutscher Siedler, die teilweise aus anderen Gebieten der USA, zum größten Teil aber direkt aus Deutschland kamen.
Im Jahr 1861 gab der Pfarrer Wilhelm Busch der deutschen Siedlung „German Settlement of Prairie du Long“ den Namen „Paderborn“.
Bereits 1859 war eine katholische Kirche erbaut worden, die dem Hl. Michael geweiht wurde. Die Namen auf den Grabsteinen auf dem alten Friedhof neben der Kirche erinnern an die deutschen Einwanderer des 19. Jahrhunderts.

## Verkehr

### Straßen
Die Illinois Route 3 und die Illinois Route 156 verlaufen in unmittelbarer Nähe in Nordsüd- bzw. Ostwest-Richtung.

### Flugwesen

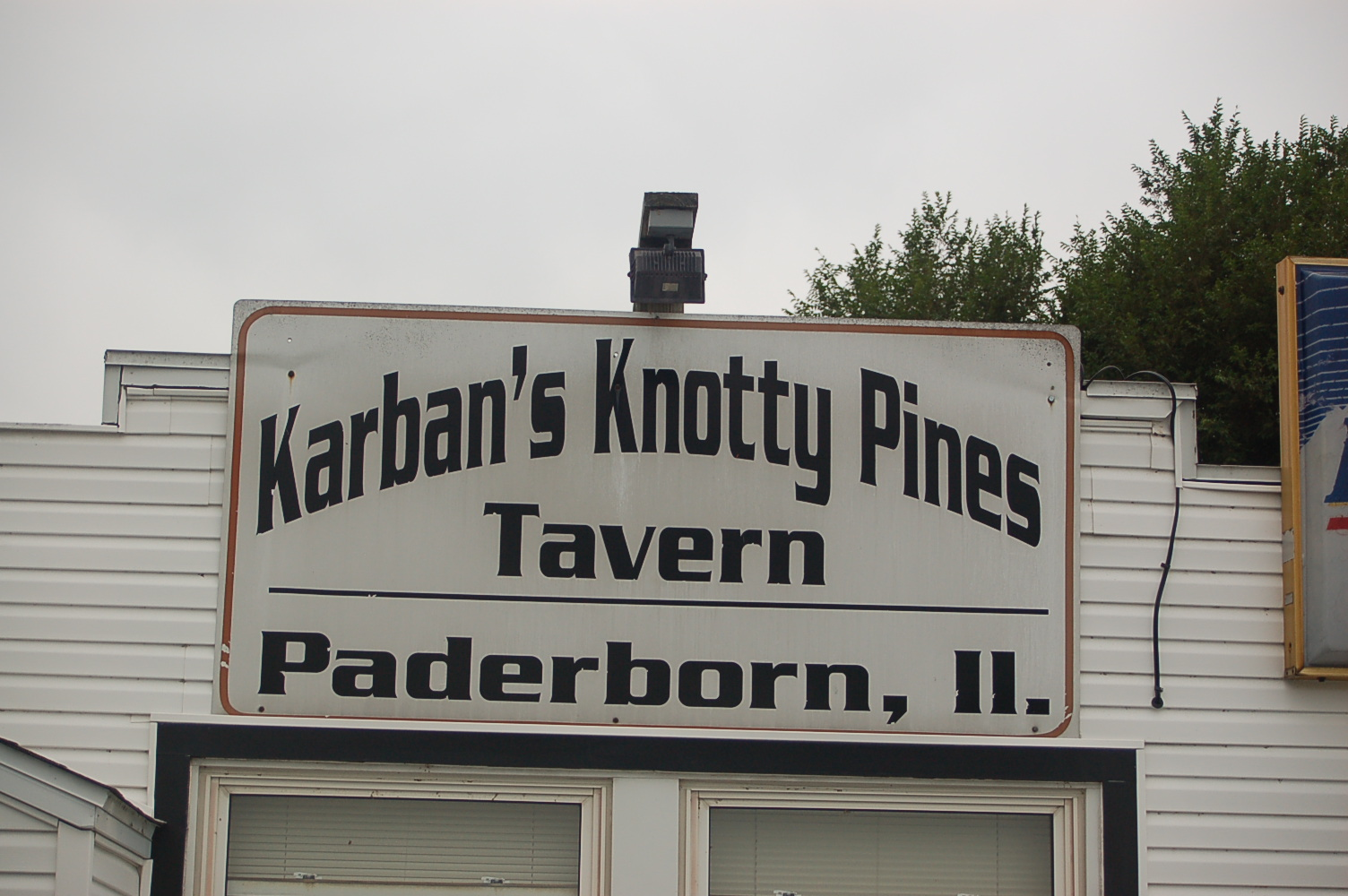

Der Flughafen Sackman Field (bei Columbia (Illinois)) liegt etwa 16 km in nordwestlicher Richtung.

## Städtepartnerschaften
Die Bewohner von Paderborn sind ebenso wie die Gemeinde St. Libory von Belleville aus in die Aktivitäten der im Jahre 1990 geschlossenen Städtepartnerstadt mit der ostwestfälischen Stadt Paderborn eingebunden. Vor der Kirche gibt ein großes Schild darüber Auskunft.